# Сражение при Вольте
Сражение при Вольте (нем. Schlacht bei Volta) произошло 26 и 27 июля 1848 года во время Первой войны за объединение Италии и стало последней и безуспешной попыткой пьемонтских войск остановить австрийцев после битвы при Кустоцце.
После поражения в битве при Кустоцце 24–25 июля 1848 года пьемонтские войска отступили за реку Минчио. Утром 26-го на совещании генерального штаба, состоявшемся в Гойто, король Карл Альберт приказал третьему корпусу генерала де Сонна выдвинуться к близлежащей Вольта-Мантоване (покинутой отступающими пьемонтцами) и прикрыть отступление армии. Сонна, который эвакуировал Вольту утром, вернулся к вечеру 26 июля. 
В это же время 2-й австрийский корпус Константина д'Аспре с авангардной бригадой генерал-майора Фридриха Лихтенштейна достиг города незадолго до пьемонтцев. Австрийский авангард  был атакован подошедшими итальянцами. На левом фланге пехотная бригада «Савойя» атаковала Вольту тремя колоннами, бросившись в гору под огнем австрийцев. Атака бригады «Савона» с правого фланга,  через Соттомонте и Лукконе, была также успешной, и пьемонтцы вошли в город. Завязался беспорядочный ночной бой. Но австрийцы с помощью бригады Керпана удержали свои позиции, и к 2 часам ночи сардинцы покинули позиции на возвышенностях, не в силах удержать занятое. Д'Аспре сообщил Радецкому, что, по его мнению, он столкнулся с началом крупного контрнаступления противника с опорой на Вольту, и попросил подкреплений.
Собственно сражение снова началось на рассвете 27-го после того, как 3-я пьемонтская дивизия де Брольи была усилена шестью батальонами и перешла в наступление. Бригада «Регина» генерала Ардинго Тротти захватила высоты Сан-Феличе и смогла отбросить австрийскую бригаду Лихтенштейна до деревни Лукконе. На помощь австрийцам подошла бригада Шварценберга, а бригада Дьюлая вышла на высоты севернее Вольты. В то же время пехотный полк контратаковал у Сан-Феличе.
К 10 часам утра атака пьемонтцев на Вольта-Мантована была остановлена силами бригады Керпана, и австрийцы контратаковали. Основная часть бригады  Шварценберга двинулась к Лукконе, а бригада Дьюлая — к Соттомонте. Еще одно австрийское подкрепление прибыло в Кавриану и заставило сардинцев отступить. Не добившись результатов, де Сонна приказал отступить к Гойто. 
Пока австрийская артиллерия обстреливала отступающего противника, гусарский полк начал преследование через Соттомонте. Паника распространялась среди пьемонтцев, новое поражение становилось все более деморализующим, и дезертирство росло. Отступление, прикрытое эскадронами кавалерийской бригады генерала Газелли, продолжалось до Гойто, и кавалерийские атаки австрийцев были отбиты пьемонтскими кавалерийскими контратаками.
В результате австрийцы потеряли 77 убитых, 175 раненых, 202 пропавших без вести, сардинцы — 682 человека.
После битвы пьемонтские генералы появились в австрийском лагере, чтобы предложить перемирие, но так как ответные австрийские условия не были приняты сардинским королем, 28 июля преследование возобновилось. Основная часть пьемонтских сил, сосредоточенных в Гойто, отступила на запад к линии обороны на реке Ольо. Видя совершенное расстройство армии, недостаток материальных средств и упадок духа в войсках, король решился начать отступление к Кремоне.